# Гайтана
Гайта́на-Лурдес Ессамі́ (лінґ. Gaita-Lurdes Essami; у перекладі — «сильна і велика»; нар. 24 березня 1979, Київ) — українська співачка та авторка пісень конголезького походження, яка поєднує у своїй творчості манеру соул виконання з танцювальною стилістикою пісень, що включають елементи джазу, блюзу, фанк-, соул- та фольк-музики. Авторка більшості власних пісень.

## Життєпис
Народилась 24 березня 1979 у Києві. До п'яти років жила у Республіці Конго, звідки родом її батько, розмовляла лише французькою та мовою лінґала. Потім разом з мамою повернулась до України. Батько Гайтани досі мешкає у Браззавілі, займається транспортним бізнесом і з дочкою бачиться рідко.
Гайтана закінчила музичну школу за класом саксофону, згодом здобула економічну освіту. З дитинства займалась настільним тенісом, здобувши звання кандидата у майстри спорту.

## Кар'єра
Співоча біографія почалась у 1991 році з дитячого телевізійного конкурсу «Фант-лото Надія», де вона посіла третє місце. Згодом її запросив до свого ансамблю «Альтана» композитор Володимир Бистряков. Разом з цим ансамблем вона брала участь у записах мультфільмів, була бек-вокалісткою на записах Ірини Білик, Таїсії Повалій, Ані Лорак, Миколи Караченцова, Олександра Малініна.
Згодом співала з джазовим оркестром «Overtime» та поп-джазовим гуртом «Unity». У грудні 2003 року на студії «Lavina Music», що стала продюсувати співачку, виходить дебютний альбом Гайтани «О тебе». У ньому єдиною україномовною піснею була пісня на слова Марії Бурмаки «Діти світла». Пісня отримала найвищий успіх, через що більшість пісень у наступному альбомі були українськими. Другий альбом — «Слідом за тобою» — вийшов у квітні 2005 року також на студії «Lavina music». У 2006 році вийшов сингл «Два Вікна», що містив також англомовну версію пісні. На початку 2007 року з'явився наступний сингл — «Шаленій», що набув неймовірної популярності серед слухачів.
10 грудня 2007 року Гайтана презентувала новий диск «Капли дождя». До диску увійшли всі останні хіти співачки, а також 5 відеокліпів.
На початку 2008 року Гайтана та її продюсер Едуард Клім розпочали роботу над записом нового альбому з Еріком Деніелсом — продюсером та музичним директором Джанет Джексон, котрий працював з такими відомими артистами як Мерая Кері, Boyz 2 Men, TLC, Brandy, Backstreet Boys, Michael Bolton. Нова платівка записувалася у Нью-Йоркській студії та була презентована восени у США, Канаді та Японії.
На початку квітня Гайтана презентувала свій третій український альбом. Гайтана завжди йшла своїм особливим музичним шляхом, привносила в український шоу-бізнес свою самобутність. Новий альбом співачки «Тайные желания» претендував стати наймоднішою музичною роботою року, позаяк містив свіжі рішення, нові експерименти, нові грані — від улюбленої лірики до електронних танцювальних композицій із зовсім неочікуваною Гайтаною.
26 квітня 2011 року співачка презентувала кліп під назвою «Химия».
27 жовтня 2011 року Гайтана випустила кліп «Шахтёр — чемпион», у якому з'явились більшість футболістів клубу «Шахтар». Зйомки пройшли в серпні
18 лютого 2012 року виборола право представити Україну на пісенному конкурсі Євробаченні 2012. Співачка виконала пісню «Be My Guest». За результатами другого півфіналу, який відбувся 24 травня, композиція пройшла до фіналу. У фіналі пісня набрала 65 балів і посіла 15 місце.
26 жовтня 2016 року Гайтана після тривалої творчої відпустки презентувала нове відео на пісню «Біль мене не лякає». Пісня була представлена на офіційному каналі співачки на YouTube під вільною ліцензією Creative Commons.

## Дискографія
- «О тебе» (2003)
- «Слідом за тобою» (2005)
- «Два вікна» (сингл, 2006)
- «Шаленій» (сингл, 2007)
- «Не йди разом зі Скай» (сингл, 2007)
- «Капли дождя» (максі-сингл, 2007)
- «Кукабарра» (дитячі пісні, 2008)
- «Тайные желания» (2008)
- «Только сегодня» (2010)
- «Самый лучший» (2011)
- «Самый лучший» (Dance) (2012)
- «Be My Guest» (single, 2012)
- «Viva, Європа!» (2012)
- «VooDooMan» (2015)

## Синґли
- «Два вікна» (2006)
- «Шаленій» (2008)
- «Нещодавно» (2009)
- «Біль мене не лякає» (2016)